# Upper East Side
El Upper East Side, a veces abreviado como UES, es un vecindario en el distrito de Manhattan, Nueva York (Estados Unidos). Está delimitado por la Calle 96 al norte, el East River al oriente, la Calle 59 al sur y Central Park /Quinta Avenida hacia el occidente. El área incorpora varios vecindarios más pequeños, incluidos Lenox Hill, Carnegie Hill y Yorkville. Una vez conocido como el Silk Stocking District, ha sido durante mucho tiempo uno de los barrios más prósperos de la ciudad de Nueva York.
El Upper East Side es parte del distrito comunitario 8 de Manhattan y sus códigos ZIP principales son 10021, 10028, 10065, 10075 y 10128. Está patrullado por el Distrito 19 del Departamento de Policía de Nueva York.

## Geografía
Los límites de los vecindarios en la ciudad de Nueva York no están establecidos oficialmente, pero según la Encyclopedia of New York City, el Upper East Side está delimitado por 59th Street en el sur, 96th Street en el norte, la Quinta Avenida al occidente y el East River al oriente. La AIA Guide to New York City extiende el límite norte hasta la calle 106 cerca de la Quinta Avenida.
Las avenidas norte-sur del área son las avenidas la Quinta, Madison, Park, Lexington, Third, Second, First, York y East End, y la última se extiende solo desde East 79th Street hasta East 90th Street. Las principales calles de este a oeste son 59th Street, 72nd Street, 79th Street, 86th Street y 96th Street.
Algunos agentes inmobiliarios utilizan el término "Upper East Side" en lugar de "Harlem del Este" para describir las áreas que están un poco al norte de la calle 96 y cerca de la Quinta Avenida, a fin de evitar asociar estas áreas con las connotaciones negativas de este último, un vecindario. que generalmente se percibe como menos prestigiosa.

### Distritos históricos
El Distrito Histórico de Upper East Side fue designado como distrito de la ciudad en 1981 e incluido en el Registro Nacional de Lugares Históricos en 1984. El distrito de la ciudad se extiende desde las calles 59 a 78 a lo largo de la Quinta Avenida y hasta la Tercera Avenida en algunos puntos. Está compuesto por estructuras residenciales construidas después de la guerra de Secesión; mansiones y adosados construidos a principios del siglo XX; y edificios de apartamentos construidos posteriormente. Se amplió en 2010 con 74 edificios adicionales.
El Distrito Histórico del Museo Metropolitano fue designado distrito de la ciudad en 1977. Consta de propiedades en la Quinta Avenida entre las calles 79 y 86, fuera del Museo Metropolitano de Arte, así como propiedades en varias calles laterales.
El Distrito Histórico de Park Avenue fue designado distrito de la ciudad en 2014. Abarca 64 propiedades en Park Avenue entre las calles 79 y 91.
El Distrito Histórico de Carnegie Hill fue designado distrito de la ciudad en 1974 y se expandió en 1993. Cubre 400 edificios, principalmente a lo largo de la Quinta Avenida desde la calle 86 a la 98, así como en las calles laterales que se extienden hacia el este hasta las avenidas Madison, Park y Lexington.
También hay dos distritos históricos de la ciudad más pequeños. El Distrito Histórico de Henderson Place, designado en 1969, comprende las casas adosadas en East End Avenue entre las calles 86 y 87, construidas por John C. Henderson en 1981. El distrito histórico de Treadwell Farm, designado en 1967, incluye apartamentos de poca altura en las calles East 61st y 62nd entre las avenidas Segunda y Tercera, en la antigua granja de Adam Treadwell.

## Historia

### Desarrollo
Antes de la llegada de los europeos, se conjetura que las desembocaduras de los arroyos que erosionaron los barrancos en los acantilados del East River fueron los lugares de los campamentos de pesca utilizados por los Lenape, cuyas quema controladas una vez por generación mantuvieron el denso dosel de robles y nogal abierto a nivel del suelo.
En el siglo XIX, el distrito de tierras de cultivo y huertas de lo que sería el Upper East Side todavía estaba atravesado por la Boston Post Road y, desde 1837, el Ferrocarril de Nueva York y Harlem, que trajo un desarrollo comercial desordenado en torno a su en el barrio, en la calle 86, que se convirtió en el corazón del Yorkville alemán. El área estaba definida por las atracciones del acantilado con vista al East River, que corría sin interrupción desde el "Mount Pleasant" de James William Beekman, al norte de la miseria pantanosa de Turtle Bay, hasta la Gracie Mansion, al norte de la cual la tierra se inclinaba abruptamente hacia el humedales que separaban esta zona del pueblo suburbano de Harlem.
Entre la serie de villas, una casa de campo de Schermerhorn daba al río al pie de la actual calle 73 y otra, la de Peter Schermerhorn en la calle 66, y la casa de Riker estaba ubicada de manera similar al pie de la calle 75. A mediados del siglo XIX, las tierras de cultivo se habían subdividido en gran medida, con la excepción de las 61 ha de Jones's Wood, que se extiende desde las calles 66 a 76 y desde Old Post Road (Tercera Avenida) hasta el río y la tierra de cultivo heredada por James Lenox, quien la dividió en bloques de viviendas en la década de 1870, construyó su Biblioteca Lenox en un lote de la Quinta Avenida en la esquina suroeste de la granja, y donó una manzana cuadrada completa para el Presbyterian Hospital, entre las calles 70 y 71, y las avenidas Madison y Park. En ese momento, a lo largo de las tabernas de Boston Post Road se encontraba en los marcadores de millas, Five-Mile House en 72nd Street y Six-Mile House en 97th, recordó un neoyorquino en 1893.

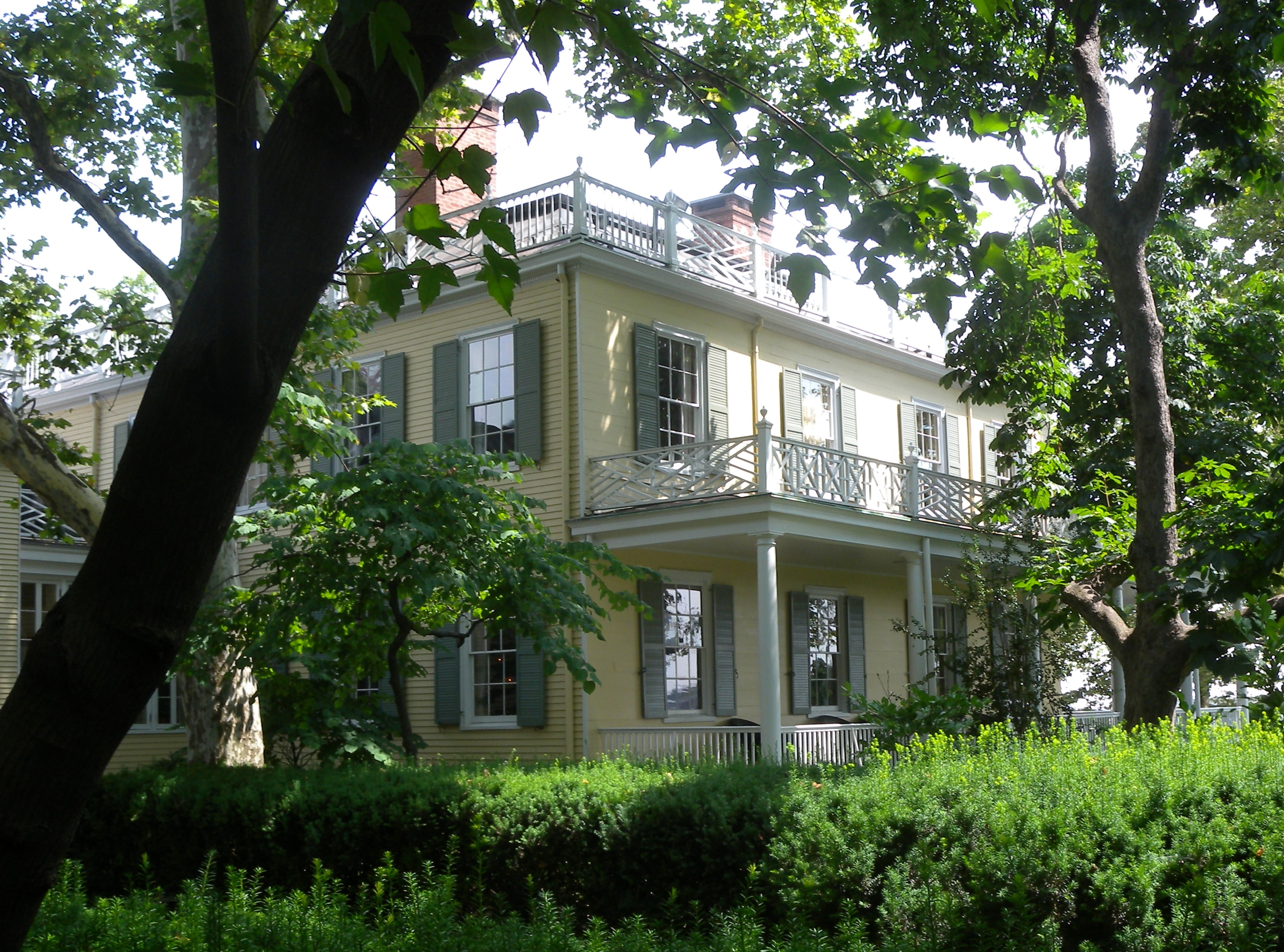
Gracie Mansion, última villa restante de East River

El futuro de moda de la estrecha franja entre Central Park y el corte del ferrocarril se estableció desde el principio por la naturaleza de su entrada, en la esquina suroeste, al norte del tramo favorito de la familia Vanderbilt de la Quinta Avenida desde las calles 50 a 59. Una hilera de hermosas casas adosadas fue construida sobre la especulación de Mary Mason Jones, quien era propietaria de todo el bloque delimitado por las calles 57 y 58 y la Quinta y Madison. En 1870 ocupó la destacada casa de la esquina en 57th y Fifth, aunque no en el aislamiento descrito por su sobrina, Edith Wharton, cuya imagen ha sido aceptada acríticamente como historia, como ha señalado Christopher Gray.

### Llegada de residentes famosos
Antes de que se cubriera el túnel de Park Avenue (terminado en 1910), los neoyorquinos de moda evitaron la trinchera humeante del ferrocarril hasta la Cuarta Avenida (ahora Park Avenue), para construir elegantes mansiones y petits hôtels en los grandes lotes a lo largo de la Quinta Avenida, frente a Central Park, y más allá. las calles laterales adyacentes. Los últimos en llegar fueron los ricos de Pittsburg, Andrew Carnegie y Henry Clay Frick. La fase clásica de Gilded Age de la Quinta Avenida como un tramo de mansiones privadas no duró mucho: el primer edificio de apartamentos que reemplazó a una mansión privada en la parte superior de la Quinta Avenida fue 907 Fifth Avenue (1916), en 72nd Street, la gran entrada de carruajes del vecindario. a Central Park.
La mayoría de los miembros de las familias de clase alta de Nueva York han establecido residencias en el Upper East Side, incluidos los Rockefeller, los Roosevelts, los Kennedys, los Whitneys, y Dukes.

### Infraestructura de transporte
La construcción de la Línea de la Tercera Avenida (IRT), abierta a partir de 1878 en secciones, seguida de la Línea de la Segunda Avenida (IRT), inaugurada en 1879, unió estrechamente a la clase media y a los hábiles artesanos del Upper East Side con el corazón de la ciudad, y confirmó la modestia de la zona. a su este. El fantasmal "Hamilton Square", que había aparecido como una de las pocas interrupciones elegantes del plano de cuadrícula en los mapas de la ciudad desde el Plan de los Comisionados de 1811, estaba destinado a abarcar lo que ahora se había convertido en el derecho de paso del Ferrocarril de Harlem entre la 66th y las calles 69; nunca se materializó, aunque durante el Pánico de 1857 su terreno desnivelado fue el escenario de una reunión masiva al aire libre convocada en julio para agitar por la secesión de la ciudad y sus condados vecinos del estado de Nueva York, y la ciudad dividió su superficie en lotes de casas y los vendió. Desde la década de 1880, el barrio de Yorkville se convirtió en un suburbio de alemanes de clase media.
Gracie Mansion, la última villa suburbana que queda con vistas al East River en Carl Schurz Park, se convirtió en el hogar del alcalde de Nueva York en 1942. El East River Drive, diseñado por Robert Moses, se extendió hacia el sur desde la primera sección, desde la calle 125 hasta la calle 92, que se completó en 1934 como un bulevar, una autopista arterial que corre al nivel de la calle; Los diseños de reconstrucción de 1948 a 1966 convirtieron FDR Drive, como se le cambió el nombre a Franklin Delano Roosevelt, en la avenida de acceso limitado que está en uso en la actualidad.

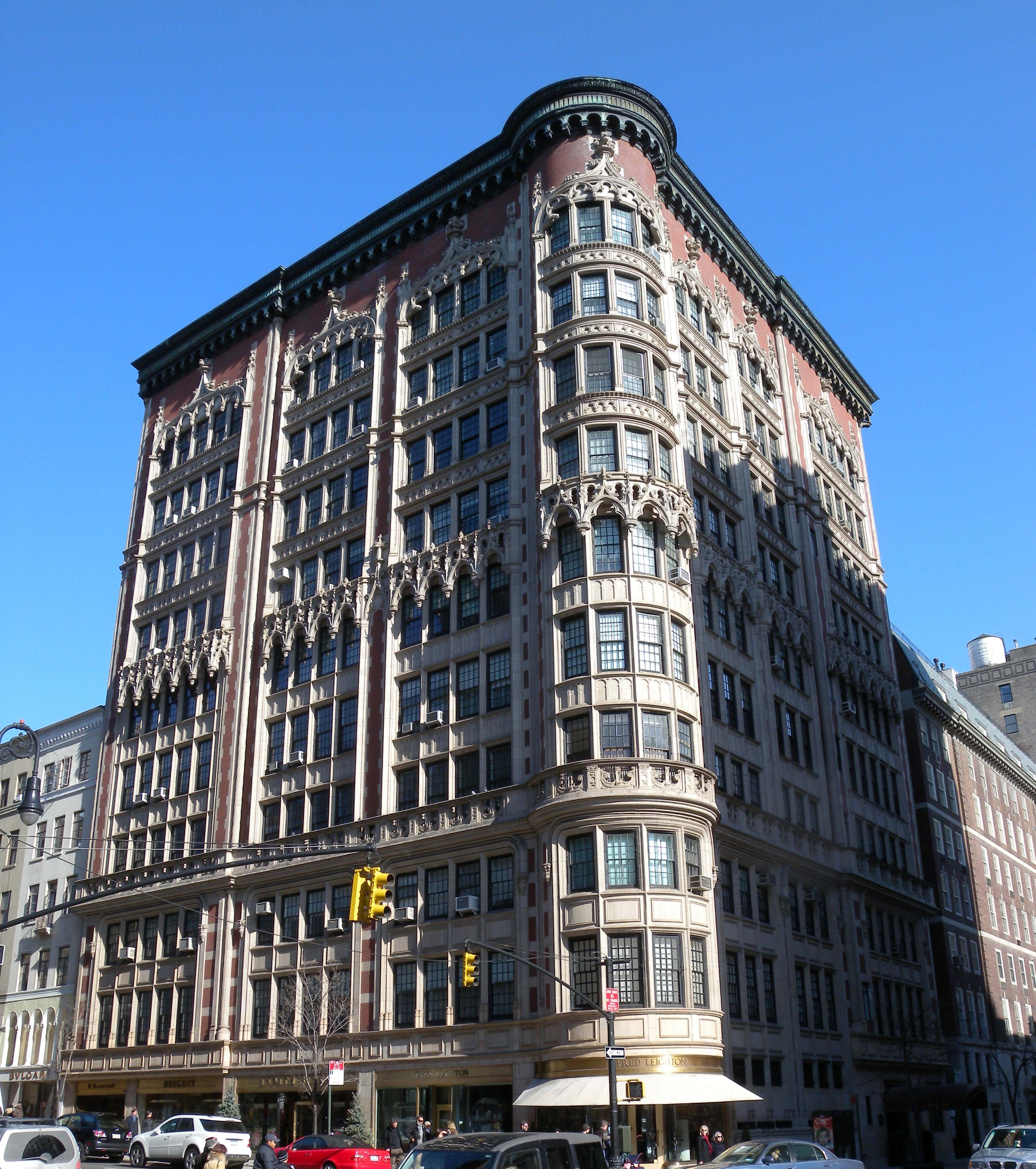
45 East 66th Street, un hito designado de la ciudad de Nueva York, como se ve al otro lado de Madison Avenue

La demolición de los ferrocarriles elevados en la Tercera y Segunda Avenidas abrió estas calles bordeadas de viviendas a la construcción de bloques de apartamentos de gran altura a partir de la década de 1950. Sin embargo, tuvo un efecto adverso en el transporte, porque la Línea de la Avenida Lexington era ahora la única línea de metro en la zona. La construcción del Metro de la Línea de la Segunda Avenida se propuso originalmente en 1919. Finalmente, el 1 de enero de 2017, se completó la primera fase de la línea con la apertura de tres nuevas estaciones. Esto trajo nuevos negocios locales a la zona y tuvo un impacto positivo en los precios inmobiliarios en el Upper East Side.

## Museos y otros hitos culturales
La zona alberga algunos de los museos más famosos del mundo. La cadena de museos a lo largo de la Quinta Avenida frente a Central Park ha sido denominada "Milla de los museos", y se extiende entre las calles 82 y 105. Una vez se llamó "Millionaire's Row". Las siguientes se encuentran entre las instituciones culturales del Upper East Side. Entre ellos están el Colony Club, el Andrew Carnegie Mansion, la Frick Collection, el Museo Solomon R. Guggenheim, el Metropolitan Museum of Art, El Museo del Barrio, el Museum of the City of New York, la Morgan Library & Museum, el 92nd Street Y y la National Academy of Design. 
Entre sus hoteles más prestigiosos están el Carlyle y The Pierre. Entre sus edificios contemporáneos se destaca el rascacielos 520 Park Avenue del arquitecto Robert A. M. Stern. La zona se caracteriza a su vez por tener varios edificios con apartamentos de lujo, como el 550 y el 740 de Park Avenue y el 927, el 930 y el 1040 de la Quinta Avenida.